# Stara Sieniawa
–
Stara Sieniawa (ukr. Стара Синява, Stara Syniawa) – osiedle typu miejskiego na Ukrainie, w obwodzie chmielnickim, siedziba władz rejonu starosieniawskiego.
Miejscowość leży nad rzeką Ikwą, została założona w I połowie XVI wieku, na prawie magdeburskim od 1543. Prywatne miasto szlacheckie położone było w XVI wieku w województwie podolskim.
Pod rozbiorami siedziba gminy Stara Sieniawa w powiecie lityńskim guberni podolskiej.
Podczas okupacji hitlerowskiej, pod koniec 1941 roku Niemcy utworzyli getto dla żydowskich mieszkańców. Przebywało w nim około 1000 osób. 23 czerwca 1942 roku Niemcy zlikwidowali getto, a Żydów wywieźli do getta w Starokonstantynowie, a następnie ich wymordowali.
Status osiedla typu miejskiego od 1956.
W 2020 ludność miejscowości liczyła 5221 osób, dla porównania spis powszechny w 2001 zanotował ich 5961.
Obok miasta znajduje się duża cukrownia.
Urodził się tu Zbigniew Laskowski – polski lekarz, więzień KL Mauthausen, współpracownik Radia Wolna Europa, przez blisko 30 lat pracował w szpitalach Sojuszu Północnoatlantyckiego w bazach w Europie.

## Pałac
- pałac wybudowany w stylu klasycystycznym przez Annę Cecylię z Zakrzewskich Radziwiłłową (1765-1850)[5]. Od frontu portyk z czterema kolumnami podtrzymującymi trójkątny fronton[6].

... Wszystkie te starania i prośby ziemiaństwa wywołały coś w rodzaju wstydliwego zainteresowania u władz; w okolice Sieniawy przysłano rotmistrza Linickiego, z szerokim pełnomocnictwem i oddziałami, mającymi bronić dworów i cukrowni Jak było do przewidzenia, obrona ta została wykonaną tylko na papierze.

Zdobyto tedy Sieniawę, i po wysypaniu na podwórze około 40 000 pudów cukru i urządzeniu tzw. Sahary umęczono w okrutny sposób ośmiu oficjalistów, obcinając im uszy, nosy...

## Literatura
- Urbański Antoni, Podzwonne na zgliszczach Litwy i Rusi, Warszawa 1928, s 48-49